# Ferd Hugas

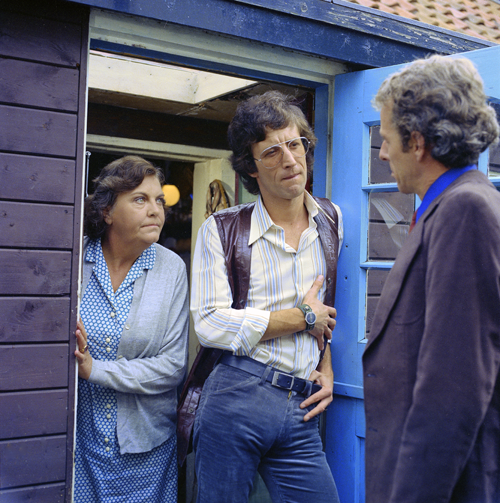
Riet Wieland Los, Cor van den Brink en Ferd Hugas in Q & Q

Ferdinand Hendrik Johannes (Ferd) Hugas (Den Haag, 14 mei 1937 – aldaar, 3 februari 2025) was een Nederlands acteur, hoorspelacteur en scenarioschrijver.

## Carrière
Hugas zwierf na het gymnasium aan het Nederlandsch Lyceum (1949-1956) en twee jaar rechtenstudie een tijdje door Europa. Hij was onder meer stagemanager van een Iers theater en reisleider. Terug in Nederland begon hij zijn professionele loopbaan als acteur. Hugas kende Paul van Vliet nog uit zijn studententijd en besloot in 1964 met hem, Liselore Gerritsen en Rob van Kreeveld het Cabaret PePijn op te richten, waarvoor hij ook teksten schreef. Tot 1971 bleef Hugas actief in voorstellingen als Oh pardon en Dag en nacht. In het theater was hij daarna hoofdzakelijk in de vrije sector actief. Vanaf het midden van de jaren zeventig speelde hij ook met enige regelmaat voor film en televisie. Zijn bekendste televisierollen zijn die van Axel Zaneck in de eerste serie van de KRO jeugdserie Q & Q uit najaar 1974 en Graaf Grisenstijn in de NCRV jeugdserie De Zevensprong uit najaar 1982 . Door de jaren heen werkte Hugas vooral veel in televisieseries, naast producties voor volwassenen waren dit vaak series voor de jeugd. Daarnaast speelde hij in enkele films, reclamespots en ook in Duitse en Italiaanse producties.
Zijn rol in de jeugdserie De Poppenkraam gaf hij na korte tijd terug vanwege de rol van KGB-agent die hij moest spelen in de serie Dubbelpion en werd overgenomen door Lies de Wind. Voorts speelde hij in 1978 in de door Wim T. Schippers geschreven televisieserie Het is weer zo laat! de rol van makelaar en in 1981 en 1982 in De lachende scheerkwast de rol van drs. Frits van Zanten. Als zichzelf verscheen Hugas in het programma Babbelonië, waar hij in het seizoen 1982-1983 samen met Simone Kleinsma en Lucie de Lange aan deelnam. Begin jaren tachtig speelde Hugas ook in een liedjesprogramma van Annie M.G. Schmidt: Alle laatjes open en in twee van haar musicals: De dader heeft het gedaan en Ping ping. Op woensdag 14 mei 1986 was Hugas op zijn verjaardag tussen 17.00 en 18.00 uur te horen in de 84ste uitzending van het VPRO Radio 3 radioprogramma: Ronflonflon met Jacques Plafond in de rubriek Theaterpraat. Hier gaf Hugas aan dat acteren voor hem is begonnen met de wens om zich te uiten.
Van 1988-1992 en in 1994 speelde hij de rol van Leo Koning in de populaire Nederlandse ziekenhuisserie van de TROS Medisch Centrum West (1988-1994); daarin was hij de vader van 'bad guy' Eric Koning en eigenaar-directeur van Pharmaco. Hugas was bovendien een van de schrijvers van Medisch Centrum West, naast onder meer Hans Galesloot. Op vrijdagavond 10 februari 1994 geeft Hugas in het Radio 1 radioprogramma Met het Oog op Morgen tijdens een gesprek met Frits Spits te kennen dat de televisieserie in dat jaar zal gaan stoppen, vanwege een tekort aan acteurs en de wens om het in herhaling vallen met verhaallijnen te willen voorkomen. Bovendien noemt Hugas de serie 'medisch verantwoord' en voegt hij toe dat de acteurs en hun personages zich in de loop der jaren 'fantastisch ontwikkeld' hebben. Gedurende de tweede helft van de jaren negentig is Hugas in samenwerking met onder andere Hans Galesloot medeschrijver in een van de twee schrijfteams van de Duitse ziekenhuisserie Stadtklinik.
Onmiddellijk na het einde van Medisch Centrum West speelde Hugas de rol van Marius van Katwijk in de serie Diamant. Later in 1994 kwam Hugas ook aan het woord in het door Paul van Vliet geschreven boekje Ach, zo'n theatertje, dat werd uitgegeven ter ere van het dertigjarig jubileum van theater PePijn. Op dat moment zijn zowel Hugas als Paul van Vliet actief als bestuursleden van PePijn en worden een jaar eerder - in 1993 - geconfronteerd met mogelijke sluiting van het theater, omdat de jaarlijkse subsidie van 173.000 gulden dreigde te stoppen. PePijn zou echter blijven bestaan, zij het met minder subsidie. De immense populariteit van de jeugdserie Q & Q duurt blijkens de website van een fancollectief dat in 2004, 2006 en 2010 herinneringen aan de serie ophaalde en locaties bezocht, tot op heden voort. De bijeenkomsten op 25 oktober 2004 en 5 juni 2010 werden door Ferd Hugas en vele andere cast- en crewleden zoals Erik van 't Wout bijgewoond. In 2010 is Ferd Hugas te horen geweest in de tv-reclame van Binck. Hierna was Hugas ook actief voor musea; zo verleende hij voor het Nederlands Uitvaart Museum Tot Zover zijn medewerking aan een aantal hoorspelen, was hij voor Omniversum  betrokken bij de bewerking van een film over ontdekkingsreiziger Ernest Shackleton en schreef hij voor Het van Gogh Huis te Nieuw-Amsterdam (Drenthe) de teksten voor een korte film over Vincent van Gogh.

## Persoonlijk
Hugas was getrouwd met (en scheidde van) Lidewij de Iongh, die in 1983 hertrouwde met Paul van Vliet. Hugas overleed op 3 februari 2025 op 87-jarige leeftijd.

## Filmografie

### Film
- 1978 - De ballade van de Daltons (tekenfilm) - stem
- 1978 - Pinkeltje - Professor Ludwig van Cleve
- 1979 - Der Mörder
- 1981 - Het verboden bacchanaal- Jan Lieklema
- 1982 - Als de wind je komt halen - Michiel
- 1982 - Knokken voor twee - Vader van Ruud
- 1982 - A time to die aka Seven graves for Rogan
- 2001 - Ik ook van jou - Vader van Liesbeth
- 2001 - Merry Christmas

### Televisie
- 1974 - Met alleen het geweten als meester (NCRV) - Thies Jansen
- 1974 - Q & Q (KRO) - Axel Zaneck
- 1975 - Klaverweide: Klaver vier (VARA) - Berend
- 1976 - Vorstenschool (VARA)
- 1976 - Het leven begint bij veertig (TROS) - Bob
- 1976-77 - De avonturen van Pa Pinkelman & Tante Pollewop (KRO) - Knecht 3
- 1977 - Koning Bolo (TROS) - Oeps, butler
- 1978 - ABCDEFG (VPRO)
- 1978 - De grote klok (NCRV)
- 1978 - De kindervriend (VARA)
- 1978 - Dubbelleven (Nederlandse serie): Dagleven, nachtleven (VARA) - chemicus
- 1978 - Inpakken en wegwezen (TROS) - zakenman (Theater van de Lach)
- 1978 - Het is weer zo laat: De sigaar (VPRO) - makelaar Leo Korf
- 1979 - Terug naar  Vedersö (NCRV)
- 1979 - De beide dames en.. (VPRO)
- 1979 - Duel in de diepte (KRO) - Presentator
- 1979 - Een kannibaal als jij en ik (musical) (VARA) - Toean Voodoo
- 1979 - Ons goed recht: Met vakantie & De brandnetelkoning (VARA)
- 1980 - Kouwe kunstjes (IKON) - Arbeider
- 1980 - Kunstig (TROS)
- 1980 - Lessen in liefde: De vraag (TROS) - Florentijn
- 1980 - Schipper naast God (NCRV)
- 1980-1981  - Zesde klas (IKON) - Vader van Arie
- 1981 - Deadline: Terreur (AVRO)
- 1981 - De Poppenkraam (KRO) - Winkelbaas ("Begrijp je wel?")
- 1981-1982  - De Lachende Scheerkwast (VPRO) - Drs. Frits van Zanten
- 1982 - De Zevensprong (NCRV) - Graaf Gradus Grisenstijn
- 1982 - Schade en Schande (IKON) - Gerard Cologne
- 1982 - De wachters bij het graf  (NCRV) - getuige
- 1982 - Dubbelpion (KRO) - KGB-agent
- 1982 - Moord voor beginners (VARA)
- 1983 - Sanne (IKON) - Gijs Arends
- 1983 - Gods gabbers: Maarten, de jonge Luther (KRO)
- 1984 - Knokken voor twee (IKON) - Vader van Ruud
- 1984 - Waarom hebt u me niet verteld... (NOS)
- 1984 - Willem van Oranje (televisieserie) (AVRO) - Julian Romero
- 1985 - Het bloed kruipt: De vriendendienst (VARA) - Philip Stevens
- 1985 - Mijn idee: Star / Sjaak (NCRV) - Vader
- 1986 - Het wassende water (NCRV) - Dokter Pieter Blok
- 1987 - Twee mensen: Maya en An (IKON)
- 1988-1992 & 1994 - Medisch Centrum West (TROS) - Leo Koning
- 1988 - Mijn idee: Bejaarde vrijheidsstrijders - directeur
- 1988 - Der Alte (Onze ouwe) (afl. 126) (TROS) - Politierechercheur
- 1989 - AVRO's Service Salon: uitzending 04-12-1989 (AVRO)  - Sinterklaas
- 1989 - Don Donkersloot en Sander Pandje (IKON)
- 1991 - Zeg 'ns Aaa (1981): "De bruiloft" (VARA) - Tandarts
- 1992 - Plantage allee: Weesmeisjesverdriet (KRO)
- 1994 - Flodder: De familie klikspaan (Veronica) - Inspecteur de Jong
- 1994 - Diamant (RTL 4) - Marius van Katwijk
- 1998 - Zebra: Het mes erin (NCRV)
- 2001 - Schiet mij maar lek: Vrouw zijn (RTL 4) - priester Ferdinand
- 2004 - IC (televisieserie) : 't blijft toch familie (RTL 4) - pater Hamminga
- 2006 - Baantjer: De Cock en de dood van een doorbijter deel 1 en 2 (RTL 4) - Pieter de Wit

### Theater
- 1965-66 - PePijn: Oh, pardon!
- 1966-67 - PePijn: Opus 2
- 1967-69 - PePijn: Dag en nacht
- 1970-71 - PePijn: Opus 4
- 1971-72 - David Conyers, John Floyd:  'n maagd op je dak - Gajus Lila
- 1972    - Het Rotterdams Toneel:  'n oogje op Amélie  - Cornette
- 1973    - Toneelraad Rotterdam: Thyestes - Tantalus
- 1974-75 - Toneelraad Rotterdam: De verhuizers - verhuizer
- 1975    - Stadstoneel Rotterdam: De wijze kater - Kattenmepper/slager/lakei
- 1975-76 - Neerlands Hoop in Bange Dagen: Een kannibaal als jij en ik (musical)
- 1976-77 - Theater van de Lach: Inpakken en wegwezen - zakenman
- 1977-78 - Theaterunie: Jan Rap en z'n maat - Tymen
- 1979-80 - Impresariaat John de Crane: Alle laatjes open (cabaretliedjesprogramma)
- 1980-81 - Theaterunie: Vluchthavens - R. Bognar
- 1981-82 - Globe: De miraculeuze come-back van Mea L. Loman - Ber Schaap
- 1983-84 - Impresariaat John de Crane: De dader heeft het gedaan
- 1984-85 - Impresariaat John de Crane: Ping Ping
- 1986-87 - Zuidelijk Toneel Globe: Die Fledermaus
- 1987-88 - Impresariaat Jacques Senf & Partners: De moeder van David S.

### Hoorspelen
- 1983 - De beer (TROS) - Loeka
- 1984 - Theopilius North (TROS)
- 2007-2010 - Bommel (NPS) - drs. Zielknijper

## Trivia
- Op 14 mei 1986 gaf Hugas in een uitzending van Ronflonflon te kennen dat zijn voornaam 'Ferd' vaak abusievelijk verward wordt met 'Fred'. Dit heeft er tijdens de PePijn-jaren van Hugas voor gezorgd dat de hoes van een langspeelplaat herdrukt moest worden. 'Ferd' is een afkorting van 'Ferdinand'.